# Juergens Island
Juergens Island ist eine Insel vor der Scott-Küste des ostantarktischen Viktorialands. In der Gruppe der Dailey Islands liegt sie 2,5 km östlich von West Dailey Island.
Das Advisory Committee on Antarctic Names benannte sie 2001 nach Eric D. Juergens vom Unternehmen Antarctic Support Associates, der 1991 an der Entwicklung eines Programms für die Müllentsorgung im Rahmen des United States Antarctic Program beteiligt war und von 1992 bis 1999 Maßnahmen zum Natur- und Gesundheitsschutz in Antarktika leitete.